# Oxiones
Les Oxiones sont un peuple antique plus ou moins fabuleux mentionné par Tacite en même temps que les Hellusiens, et qui aurait vécu aux limites septentrionales du monde (sans doute dans les environs de la Mer Baltique). Selon Tacite, on racontait d'eux qu'ils « ont la tête et la face d'un homme, avec le corps et les membres d'une bête », mais il ajoute que « comme il n'y a rien de certain sur ces peuples, [il] n'en parlera pas ». Le paragraphe en question est consacré à des peuples (Peucins, Vénètes, Fennes…) dont il ne sait s'il faut ou non les considérer comme Germains.
Des hypothèses ont été avancées pour rapprocher les Oxiones (on trouve aussi Exiones ou Etiones, qui semblent être des corruptions) des Sames (Lapons) ou des Kvènes, ou encore pour voir dans ce nom la racine germanique Ochs- (bœuf) ou une racine ancienne oiss, de *uksos signifiant « cerf » ou « petit du cerf », ce qui l'apparenterait aux Hellusiens dont le nom aurait une signification voisine. La légende des créatures mi-homme, mi-bête pourrait s'expliquer assez facilement dans le cas de tribus vêtues de peaux de bêtes.